# 7. Streichquartett (Beethoven)

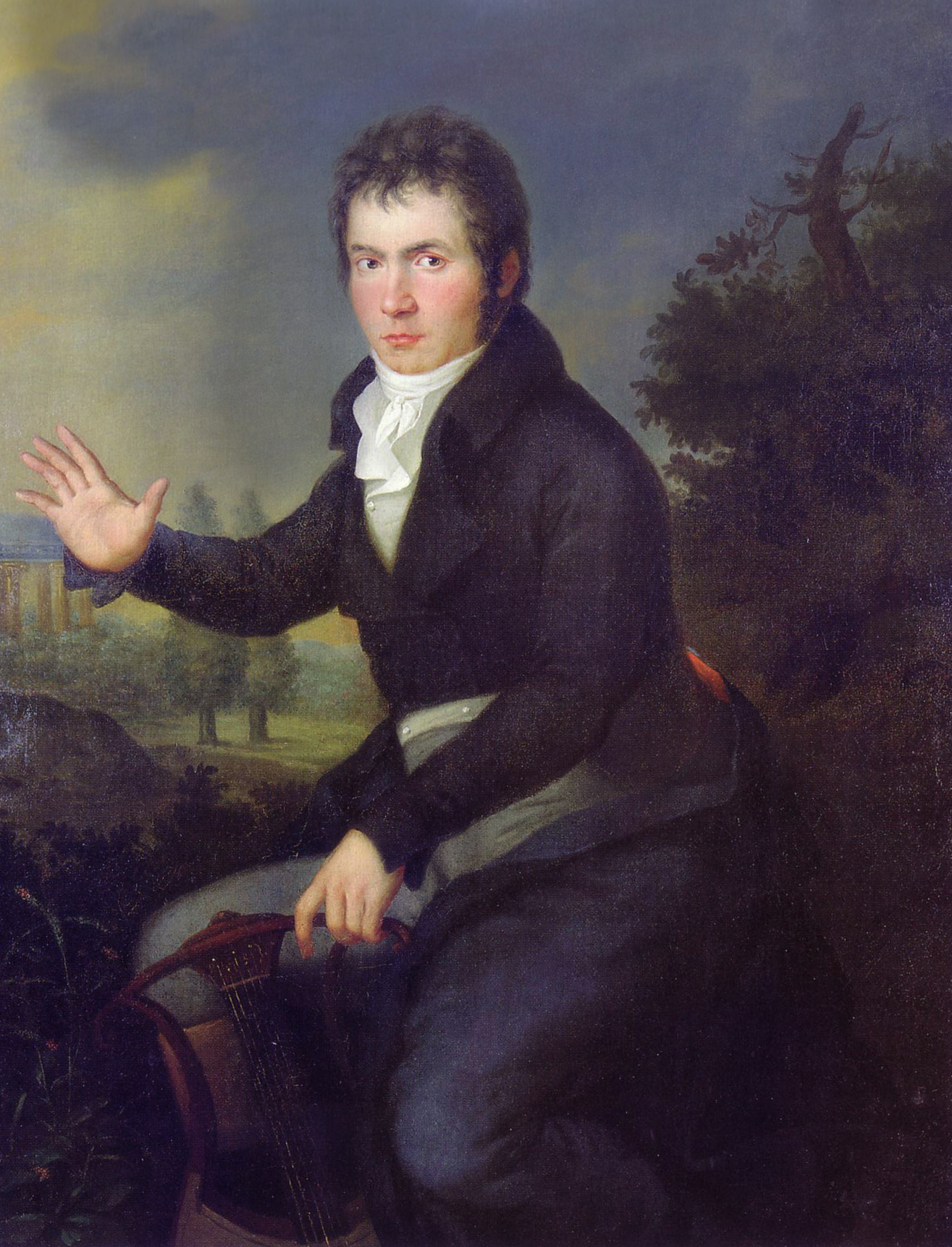
Beethoven-Porträt von Joseph Mähler aus dem Jahr 1804.

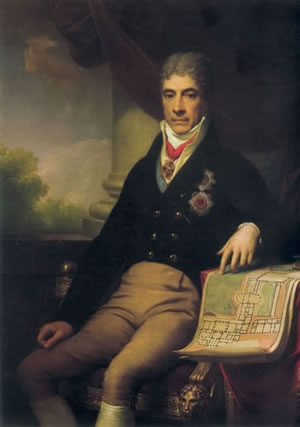
Andrei Rasumowski, Widmungsträger und Namensgeber der Quartette op. 59, auf einem Gemälde von Johann Baptist von Lampi.

Das Streichquartett Nr. 7 F-Dur op. 59,1 ist ein Streichquartett von Ludwig van Beethoven. Es entstand im Jahr 1806 als erstes der drei Quartette op. 59, der sogenannten Rasumowsky-Quartette. Diesen Beinamen erhielten die Quartette, die wegen ihres russischen Tones auch Russische Quartette genannt werden, nach ihrem Auftraggeber Andrei Kirillowitsch Rasumowski, einem Diplomaten, der ein wichtiger Beethoven-Förderer war.

## Entstehung
Beethoven schrieb die Rasumowsky-Quartette in einer äußerst produktiven Phase. Zur Entstehungszeit der Quartette war Beethoven mit der Revision seiner Oper »Leonore« beschäftigt sowie der Komposition des 4. Klavierkonzerts, der 4. Sinfonie, des Violinkonzerts sowie der Coriolan-Ouvertüre. Die Konzentration Beethovens auf die Gattungen Sinfonie und Konzert in den Jahren 1800 bis 1804 (also zwischen der Komposition der op.-18-Quartette und des ersten Rasumowski-Quartetts) war – da Beethoven in der Wahrnehmung der Öffentlichkeit ein gleichrangiger Komponist neben Joseph Haydn und Wolfgang Amadeus Mozart werden wollte – eine bewusste Entscheidung des Komponisten zu Ungunsten der Klaviersonate und auch des Streichquartetts.
Im Jahr 1805 bekam Beethoven vom russischen Botschafter am Wiener Hof, dem Diplomaten Andrei Kirillowitsch Rasumowski, einen Auftrag zur Komposition von Quartetten. Rasumowski war ein Verehrer von Joseph Haydn, ein Förderer von Quartettaufführungen, spielte selbst die zweite Violine in einem Streichquartett-Ensemble und löste im Jahre 1808 Fürst Felix von Lichnowsky als Protegée des Schuppanzigh-Quartetts ab. Es heißt, der Graf lebte „in Wien auf fürstlichem Fuße, Kunst und Wissenschaft aufmunternd, mit einer reichen Bibliothek und anderen Sammlungen sich umgebend, und von allen bewundert oder beneidet; welchen Vortheil aber dies den russischen Angelegenheiten brachte, ist eine andere Frage“.
Erste Pläne zur Quartettkomposition hegte Beethoven bereits vorher; auch fanden bereits vor 1805 erste Verhandlungen statt. So schrieb Beethovens Bruder Kaspar Karl, der zeitweise für die Verhandlungen mit Beethovens Verlegern zuständig war, am 10. Oktober 1804 an den Verlag „Breitkopf & Härtel“: „Denn könnten Sie mir auch Ihre Meinung wegen Quartetten für Violin sagen, und wie hoch sie wohl 2 oder 3 annehmen können. Ich kann Ihnen diese zwar nicht gleich geben aber ich würde selbe für Sie bestimmen“.
Beethoven dürfte zur Komposition neuer Quartette von Ignaz Schuppanzigh inspiriert worden sein, der für den Winter 1804/1805 öffentliche Kammermusikkonzerte in Wien plante. Schuppanzigh war der Leiter des Beethoven nahestehenden Schuppanzigh-Quartetts, das viele Quartettkompositionen des Komponisten uraufführte; er wurde von Beethoven regelmäßig mit dem Spitznamen „Falstaff“ bedacht.
So schrieb Beethovens Bruder am 24. November 1804 an Breitkopf & Härtel: „Wegen der Quartette kann ich Ihnen noch nichts bestimmtes sagen, so bald als sie fertig sind werde ich Ihnen gleich schreiben“. Doch konnte Beethoven – laut eigenhändiger Notiz auf dem Autographen von op. 59,1 – erst am 26. Mai 1806 mit der Komposition der Quartette beginnen, da er vorerst mit der Umarbeitung der „Leonore“ beschäftigt war. Vollendet wurden die Quartette im November 1806 (op. 59,1 bereits im Juli 1806). Unter den Quartettkompositionen Beethovens sind zu den Rasumowsky-Quartetten die wenigsten Skizzen überliefert.
Obwohl Beethoven sich nicht völlig vom Adel loslösen konnte (von dem er immer noch finanziell abhängig war, wie die ab 1809 von Erzherzog Rudolph, Fürst Kinsky und Fürst Franz Joseph Maximilian von Lobkowitz gewährte Rente zeigt), suchte Beethoven zur Entstehungszeit der Quartette ein neues Publikum im Bürgertum, weil das bürgerliche Publikum besser vereinbar mit den gesellschaftspolitischen Ideen des Komponisten war. Dafür sprechen auch die instrumentalen Ansprüche der Quartette, denen nur noch qualifizierte Berufsmusiker gerecht werden konnten.
In musikalischer Hinsicht erforschte Beethoven in den Rasumowsky-Quartetten »einen neuen Weg«, den er in den Jahren 1802 bis 1805 in den Klaviersonaten op. 31 bis op. 57 („Appassionata“) vorbereitet hatte. Später sollte in den letzten Lebensjahren des Komponisten die Klaviersonate op. 111 den Weg für Beethovens letzte Quartette (die so genannten „späten Quartette“) ebnen.

## Satzbezeichnungen
1. Satz: Allegro (F-Dur)
2. Satz: Allegretto vivace e sempre scherzando (B-Dur)
3. Satz: Adagio molto e mesto (f-Moll)
4. Satz: Allegro. Thème Russe (F-Dur)

## Zur Musik
Die „Rasumowsky“-Quartette sind derart gestaltet, dass das mittlere Quartett in Moll steht und von zwei Dur-Quartetten umrahmt wird („Rasumowsky-Quartette“: Nr. 7 in F-Dur, Nr. 8 in e-Moll, Nr. 9 in C-Dur). Dies sollte sich später bei den drei für den russischen Fürsten Nikolai Borissowitsch Golizyn komponierten Quartetten wiederholen (Golizyn-Quartette [deren Nummerierung nicht mit der Entstehungsreihenfolge übereinstimmt]: Nr. 12 in Es-Dur, Nr. 15 in a-moll, Nr. 13 in B-Dur).

### Erster Satz
Der erste Satz wird von einem rollenden, kantablen Thema des Cellos eingeleitet, das sogleich erst von der Violine und dann von den restlichen Instrumenten beantwortet wird. Dieses Thema wird im Verlauf des Satzes bis in die Reprise hinein umfangreich variiert. In dieser Stelle findet sich eine Neuerung beispielsweise im Vergleich mit Beethovens Streichquartett Nr. 4 c-moll op. 18,4: Sowohl in op. 18,4 als auch in op. 59,1 finden sich in den Eingangssätzen Achtelbewegungen in den Hauptthemen der ersten Violine; in op. 18,4 passen sich die Harmonien der Melodie an, in op. 59,1 jedoch nicht.
Im Vergleich zu Beethovens Quartetten op. 18 nimmt die Durchführung hier an Länge zu. Betrug beispielsweise das Taktverhältnis zwischen Exposition und Durchführung in op. 18,6, das in der Gruppe op. 18 die längste Durchführung hatte, noch 121 zu 83, so beträgt dies in op. 59,1 102 zu 151.
Beethoven hatte den Satz von Anfang an ohne Wiederholung der Exposition konzipiert. Im späteren Verlauf der Kompositionsarbeiten wollte er die komplette Durchführung und Reprise wiederholt wissen, ließ diesen Plan aber kurz vor der Veröffentlichung des Quartetts wieder fallen.
Die Ästhetik des ersten Satzes gab Anlass zur gelegentlichen Bezeichnung des ersten Rasumowski-Quartetts als „Eroica der Streichquartette“.

### Zweiter Satz
Der zweite Satz beginnt mit einem, erneut vom Cello vorgetragenen, trommelnden Thema, das von der Violine beantwortet wird. Dadurch wird das Thema des Satzes in seine zwei schlicht gestalteten Elemente, den Rhythmus und die Melodie, zerlegt. Dieses Wechselspiel zwischen Themenvortrag durch das Cello und Antwort der Violine bildet die Grundlage für den restlichen Satz. Das Seitenthema beginnt punktiert und setzt sich in einer auf- und dann absteigenden Melodie fort. Der Hauptthemenkomplex der Exposition enthält noch ein kantables Motiv, in dem bereits ansatzweise das Moll-Thema des dritten Satzes anklingt. Die in Takt 239 beginnende Reprise teilt den Satz in zwei Hälften, mit Exposition und Durchführung auf der einen Seite (238 Takte) und Reprise und Coda auf der anderen Seite (ebenfalls 238 Takte).
Auch hier dachte Beethoven daran, Durchführung und Reprise zu wiederholen, verzichtete dann aber auf eine Umsetzung dieser Idee.
Die Verlagerung des Scherzos in den zweiten Satz erinnert an das a-Moll-Scherzo im zweiten Satz von Beethovens Cellosonate op. 69.

### Dritter Satz
Laut eigener Aussage wurde Beethoven zum ausdrucksstarken Adagio des dritten Satzes durch seine Betroffenheit über die Heirat seines Bruders Carl mit Johanna Reiss inspiriert (Beethoven hasste seine Schwägerin, mit der er später nach dem Tod seines Bruders jahrelang um das Sorgerecht für dessen Sohn Karl prozessierte). In diesem Sinne ist wohl seine Notiz von einem »Trauerweiden- oder Akazienbaum aufs Grab meines Bruders« zu verstehen.
Ein Großteil des Satzes wird von Wehmut bestimmt, die selbst vom Aufbäumen vor dem Ende nur kurz unterbrochen wird. Nach einem kurzen Weiterklingen des Adagios leiten eine Violinkadenz und ein Triller zum Finalsatz über.

### Vierter Satz
Das Cello beginnt den Finalsatz mit einem zaghaft tänzerischen Thema, das im Verlauf an Energie gewinnt. Dieses Thema stammt aus einem russischen Volkslied, das Beethoven möglicherweise aus Rasumowskis Bibliothek kannte. Bei diesem Lied handelt es sich um das erste Lied aus einer von Iwan Prach hergestellten Volksliedsammlung, die im Jahr 1790 in Sankt Petersburg erschien. Das Lied handelt vom durch die Mutter beklagten Leid eines Soldaten nach seiner Rückkehr aus dem Krieg und steht dementsprechend in der Tonart Moll und der Tempobezeichnung „Molto Andante“. Bei Beethoven jedoch nimmt das Thema des Liedes einen heiteren Verlauf.
Das Rondo bildet mit der Sonatenform eine Einheit. Die Coda enthält ein aus dem Thema des Finalsatzes abgeleitetes Fugato. Der Satz endet in einem ruppigen Fortissimo-Presto mit neun kadenzierenden Schlussakkord-Takten. Dies erinnert an die von Carl Czerny berichtete Eigenart Beethovens, nach einer Klavierimprovisation „meist in ein lautes Gelächter“ auszubrechen und „sich über die Gemütsbewegung der Hörer lustig“ zu machen, „die er ihnen verursacht hatte“.

## Wirkung
Das Quartett wurde zusammen mit den beiden anderen Quartetten aus op. 59 von Ignaz Schuppanzigh und dessen Streichquartett-Ensemble in Rasumowskis Palais uraufgeführt. Das genaue Uraufführungsdatum ist unbekannt, aber es ist möglich, dass Rasumowski, der als Auftraggeber der Quartette für das erste Jahr nach deren Entstehung das alleinige Nutzungsrecht an den Werken hatte, neben den Aufführungen in seinem Palais weitere Aufführungen durch Schuppanzighs öffentliche Quartettkonzerte erlaubte.
Wegen ihrer bis dahin ungewohnten Komplexität bildeten die Quartette einen Wendepunkt nicht nur in Beethovens Schaffen und stießen vielerorts auf Ablehnung. So wusste der Beethoven-Schüler Carl Czerny zu berichten: „Als Schuppanzigh das Quartett Rasoumowsky in F zuerst spielte, lachten sie und waren überzeugt, daß B. sich einen Spaß machen wollte, und es gar nicht das versprochene Quartett sei.“
Ende Februar 1807 schrieb die Allgemeine musikalische Zeitung:

„Auch ziehen drey neue, sehr lange und schwierige Beethovensche Violinquartetten, dem Russischen Botschafter, Grafen Rasumowsky zugeeignet, die Aufmerksamkeit aller Kenner an sich. Sie sind tief gedacht und trefflich gearbeitet, aber nicht allgemein fasslich – das 3te aus C dur, etwa ausgenommen, welches durch Eigenthümlichkeit, Melodie und harmonische Kraft jeden gebildeten Musikfreund gewinnen muß“

Ein weiteres Mal schrieb die Allgemeine musikalische Zeitung Anfang Mai 1807:

„In Wien gefallen Beethovens neueste schwere, aber gediegene Quartetten immer mehr; die Liebhaber hoffen sie bald gestochen zu sehen.“

Die Wiener Veröffentlichung der Quartette erfolgte im Januar 1808 – bedingt durch Graf Rasumowskis Nutzungsrecht über ein Jahr nach der Vollendung – im „Schreyvogelschen Industriecomptoir“ mit einer prachtvollen Titelseite, die feierlich Rasumowskis Titel und Auszeichnungen anführte; die Veröffentlichungsreihenfolge der Quartette entspricht höchstwahrscheinlich auch der Reihenfolge ihrer Entstehung. 1809 veröffentlichte Simrock einen Nachdruck in Bonn. Die erste Partiturausgabe der Quartette erfolgte erst im Jahr 1830.
Bei einer Aufführung des Streichquartettes bei Feldmarschall Soltikoff in Moskau Anfang des Jahres 1812 veranlasste die ästhetische Neuartigkeit des zweiten Satzes Bernhard Romberg, den größten Violoncellisten seiner Zeit, die Bassstimme des Stückes wütend zu Boden zu werfen und mit Füßen zu treten. Während einer Aufführung des Quartetts bei Geheimrat Lwoff in Sankt Petersburg brach das Publikum in Lachen aus, als im zweiten Satz der Bass auf einer einzigen Note spielte.
Als der italienische Geiger Felix Radicati etwa im Jahre 1810 eine Konzertreise nach England unternahm, erzählte er dem Musiker Thomas Appleby, der die gerade veröffentlichten Stimmen der Streichquartette op. 59 erworben hatte: „Haben Sie diese hier auch bekommen? Beethoven, wie die Welt sagt und ich glaube, ist musiktoll; das hier ist keine Musik. Er zeigte sie mir im Manuskript, und auf seine Bitte schrieb ich einige Fingersätze rein. Ich sagte ihm, daß er sicherlich diese Werke nicht für Musik ansehen könne, worauf er mir antwortete: ‚O, sie sind auch nicht für Sie, sondern für eine spätere Zeit.‘“
Die von den Rasumowsky-Quartetten gesetzten neuen Maßstäbe wurden bereits zwei Jahrzehnte nach ihrer Entstehung deutlich. So schrieb der österreichische Komponist und Dirigent Ignaz von Seyfried im Jahr 1831, Beethoven habe sich „mit dem entschiedensten Erfolg im Quartettstyl“ versucht, „jenem edlen Zweige, dessen Reformator Haydn war, oder, besser gesagt, aus Nichts hervorzauberte, welchen Mozart’s Universalgenie mit noch inhaltsschwererer Tiefe und üppig blühender Phantasie bereicherte und den endlich unser Beethoven auf jene Culminationsstufe potenzirte, wohin er schwerlich jemals übertroffen werden möchte“.
Das Quartett op. 59,1 zog die bevorzugte Aufmerksamkeit nachfolgender Komponisten wie Robert Schumann, Felix Mendelssohn Bartholdy und Johannes Brahms auf sich. Cosima Wagner wusste in ihren Bayreuther Tagebüchern zu berichten, dass Richard Wagner in den Jahren vor seinem Tod ein steigendes Interesse an diesem Quartett entwickelte.

## Weiterführende Literatur
- Theodor Helm: Beethoven’s Streichquartette. Versuch einer technischen Analyse dieser Werke im Zusammenhang mit ihrem geistigen Inhalt. Leipzig 1885, 3. Auflage 1921.
- Walther Vetter: Das Stilproblem in Beethovens Streichquartetten opus 59. In: Das Musikleben, 1. Jahrgang, Heft 7/8, 1948, S. 177–180
- Ludwig van Beethoven: Werke. Neue Ausgabe sämtlicher Werke, Abteilung VI, Band 4, Streichquartette II (op. 59, 74 und 95), hrsg. vom Beethoven-Archiv Bonn (J. Schmidt-Görg u. a.). München / Duisburg 1961 ff.
- Joseph Kerman: The Beethoven Quartets. New York 1967
- Walter Salmen: Zur Gestaltung der »Thèmes russes« in Beethovens op. 59. In: Ludwig Finscher, Christoph-Hellmut Mahling (Hrsg.): Festschrift für Walter Wiora. 1967, S. 397–404
- Peter Gülke: Zur musikalischen Konzeption der Rasumowsky-Quartette op. 59 von Beethoven. In: Jürgen Elsner, Giwi Ordshonikidse (Hrsg.): Sozialistische Musikkultur. Traditionen, Probleme, Perspektiven. Berlin 1977, S. 397–430
- Lini Hübsch: Ludwig van Beethoven. Die Rasumowsky-Quartette op. 59. München 1983
- Walter Salmen: Streichquartette op. 59. In: A. Riethmüller u. a. (Hrsg.): Beethoven. Interpretationen seiner Werke. 2 Bände. 2. Auflage. Laaber, 1996, Band 2, S. 430–438